# 삼성전자 마하1
삼성전자 마하1은 인공지능의 추론성능에 특화된 반도체 칩이다.

## 역사
2024년 3월 20일, 정기주주총회에서 마하1을 공개했다.
엔비디아의 그래픽처리장치(GPU)와 유사하지만 AI 연산에 좀 더 특화된 신경망처리장치(NPU)로 분류된다.
'마하1'은 데이터 병목 현상을 최소화하며, 고가의 고대역폭 메모리(HBM) 대신 저전력 DRAM을 사용하여도 뛰어난 성능을 제공하는 것으로 설계되었다. 엔비디아 H100에 비해 전력 효율을 8배 이상 높일 수 있다. 가격도 500만원 이하로 예상된다. 현재 한국내 온라인 쇼핑몰에서 H100의 가격은 약 3,549만 원부터 시작하며, 일부 판매처에서는 5,000만 원에서 9,000만 원대까지 형성되어 있다.
2024년 2월 21일, 업계에 따르면 삼성전자는 최근 미국 실리콘밸리에 AGI 반도체 개발할 특별 연구 조직인 'AGI 컴퓨팅랩'을 신설했다. 샘 올트먼 오픈AI CEO와 마크 저커버그 메타 CEO가 방한한 직후 신설했다. 샘 올트먼은 1심 판결 때문에 이재용 회장을 만나지 못했다.
마하 시리즈의 개발은 삼성전자가 2024년 신설한 'AGI컴퓨팅랩'에서 담당할 것으로 보인다. 해당 조직은 구글 텐서처리장치(TPU) 개발자 출신인 우동혁 박사가 이끌고 있다.
삼성은 미국에 범용인공지능(AGI) 컴퓨팅랩을 세웠으며 AI 추론 칩 ‘마하1’의 개발도 진행하고 있다.

## H100
엔비디아 H100과 비교하면 다음과 같다.
- 엔비디아 H100, 4나노 GPU, 80GB HBM 고가 메모리, 5천만원
- 삼성 마하1, 4나노 NPU, 128GB LPDDR5X 저가 메모리, 500만원

## 마하2
삼성전자는 자체 개발 중인 AI 추론용 가속기 '마하2'를 바이두 등에 공급하는 방안을 추진 중이다. 마하2는 저전력 D램을 쓰는 마하1과 달리 최첨단 HBM을 적용하는 방안을 고려 중인 것으로 알려졌다.